# 사마귀 (피부병)
사마귀(영어: wart)는 일반적으로 손과 발 피부에 나타나는 작고 우둘투둘한 흔한 피부병이다. 인간 유두종바이러스 2번, 7번에 의해 발생한다. 보통 수 개월 안에 사라지지만 수년 동안 지속될 수 있으며 재발할 수 있다. 어떤 유형의 사마귀는 발생 위치와 원인에 따라 전염될 수 있다. 타인의 사마귀에 자신의 피부를 비비거나 상처가 닿으면 쉽게 전염이 된다. 다른 종 간에는 전염되지 않는다.

## 종류
- 사마귀(보통 사마귀)

가장 흔한 유형으로 거칠고 융기된 표면을 가진 다양한 크기의 구진이 손등, 손톱 주위, 얼굴, 입술, 귀 등에 발생한다.
- 편평 사마귀

표면이 편평하고 납작한 작은 구진으로 나타나며, 각각의 병변이 합쳐져 불규칙한 판이 되기도 한다. 어린이와 청년기에 흔히 발생하며, 이마, 턱, 코, 입 주위, 손등에 잘 발생한다.
- 손발바닥 사마귀

발바닥 사마귀는 체중에 눌려 티눈처럼 보이기도 해 구별하기가 쉽지 않다. 티눈과 달리 신발에 닿는 부위나 체중이 실리는 부위와 상관없이 생기는 경우가 흔하며, 여러 개가 모여 있고 옮기는 경향이 있다.
- 음부 사마귀(뾰족 콘딜로마)

흔한 성인성 질환의 하나로 대개 성관계 후 2~3개월 뒤에 피부병변이 나타난다. 시간이 경과함에 따라 구진이 모여 닭 볏 모양으로 된다.
남자의 경우에는 음경포피로 덮여있는 고랑, 요도 입구 및 항문 주위부에 잘 나타난다.
여자의 경우에는 외음부, 자궁 경부, 회음부 및 항문 등에 잘 나타난다.
- 물사마귀

물사마귀는 물사마귀 바이러스 감염에 의해서 피부에 생기는 사마귀이다.

## 같이 보기
- 티눈